# Mourad Gharbi
Mourad Gharbi (21 gennaio 1966) è un ex calciatore tunisino, di ruolo centrocampista.

## Carriera

### Club
Ha sempre giocato nel campionato tunisino.

### Nazionale
Con la maglia della Nazionale ha collezionato 25 presenze.